# Shorabak (distrikt)
Shorabak är ett distrikt i Afghanistan. Det ligger i provinsen Kandahar, i den södra delen av landet, 600 kilometer sydväst om huvudstaden Kabul. Administrativ huvudort är Shorabak.
Distriktet beräknades år 2022 ha cirka 13 000 invånare.